# First Dates (Cuatro)
First dates és un programa de televisió que s'emet en el canal Cuatro que es va estrenar el 17 d'abril de 2016.

## Mecànica
És un programa de cites en el qual deu desconeguts se sotmeten a una cita a cegues en un escenari que figura ser un restaurant. Les cinc parelles hauran de mantenir una conversa al llarg del sopar servit per assistents del programa, sota la coordinació del presentador Carlos Sobera, que exerceix d'amfitrió. Des de setembre i coincidint amb la nova temporada, s'ofereixen en Prime time setmanalment programes especials titulats 'Menú especial' on tenen segones oportunitats els personatges més variats i pintorescos que no van tenir sort en cites anteriors.

## Presentador i cambrers
- Carlos Sobera - Presentador - (2016-?)
- Matías Roure - Barman - (2016-?)
- Lidia Torrent - Cambrera i presentadora substituta - (2016-?)
- Yulia Demóss - Cambrera - (2016-?)
- Marisa i Cristina Zapata - cambreres
- Richard Pena - Veu en off que presenta als participants abans de començar el programa

## Episodis i audiències
El 17 d'abril de 2016 es va estrenar a Mediaset España el programa en mode multicanal (3.615.000 i 19,9%) per Telecinco, Cuatro, Factoría de Ficción, Divinity i Energy obtenint els següents resultats:
- Telecinco: 1.812.000 espectadors (10,0%).
- Cuatro: 941.000 espectadors (5,2%).
- Factoría de Ficción: 381.000 espectadors (2,1%).
- Divinity: 297.000 espectadors (1,6%).
- Energy: 184.000 espectadors (1,0%).

### Audiència mitjana de totes les edicions
| Temporada                      | Data        | Programes | Cadena | Espectadors | Share |
| ------------------------------ | ----------- | --------- | ------ | ----------- | ----- |
| First dates: Primera temporada | 2016        | 107       | Cuatro | 1 228 000   | 8,2%  |
| First dates: Segona temporada  | 2016 - 2017 | 139       | Cuatro | 1 392 000*  | 9,2%* |
| First dates: Tercera temporada | 2018 - 2019 |           | Cuatro |             |       |